# Fitoesterol
Fitoesteróis, que englobam esteróis e estanóis vegetais, são fitoesteróides, semelhantes ao colesterol, que ocorrem em plantas e variam apenas nas cadeias laterais de carbono e / ou na presença ou ausência de uma ligação dupla. Os estanóis são esteróis saturados, não tendo ligações duplas na estrutura do anel de esterol. Mais de 200 esteróis e compostos relacionados foram identificados. Os fitoesteróis livres extraídos de óleos são insolúveis em água, relativamente insolúveis em óleo e solúveis em álcoois.
Alimentos enriquecidos com fitosterol e suplementos dietéticos são comercializados há décadas. Apesar dos efeitos de redução do colesterol LDL bem documentados, não existe nenhuma evidência cientificamente comprovada de qualquer efeito benéfico na doença cardiovascular (DCV), açúcar no sangue em jejum, hemoglobina glicosilada (HbA1c) ou mortalidade geral.

## Função

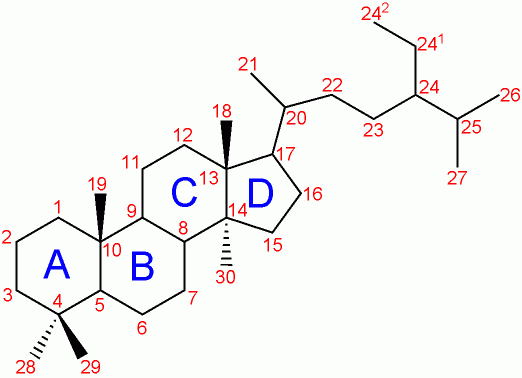
Nomenclatura da estrutura de um triterpeno tetracíclico damarano

Os esteróis são essenciais para todos os eucariotos. Ao contrário das células animais e fúngicas que contêm um esterol principal, as células vegetais sintetizam uma variedade de misturas de esterol nas quais predominam o sitosterol e o estigmasterol. O sitosterol regula a fluidez e a permeabilidade da membrana de maneira semelhante ao colesterol nas membranas de células de mamíferos. Os esteróis vegetais também modulam a atividade de enzimas ligadas à membrana.Os fitoesteróis também estão associados a adaptações das plantas à temperatura e imunidade contra patógenos.

## Fitoesteróis dietéticos
As fontes mais ricas de fitoesteróis que ocorrem naturalmente são os óleos vegetais e produtos feitos a partir deles. Os esteróis podem estar presentes na forma livre e como ésteres de ácidos graxos e glicolipídeos. A forma ligada geralmente é hidrolisada no intestino delgado por enzimas pancreáticas. Alguns dos esteróis são removidos durante a etapa de desodorização do refino de óleos e gorduras, sem, no entanto, alterar sua composição relativa. Os esteróis são, portanto, uma ferramenta útil para verificar a autenticidade. 
Como fontes comuns de fitoesteróis, os óleos vegetais foram desenvolvidos como produtos de margarina, destacando o conteúdo de fitoesteróis. Produtos de cereais, vegetais, frutas e bagas, que não são tão ricos em fitoesteróis, também podem ser fontes significativas de fitoesteróis devido à sua maior ingestão. A ingestão de fitoesteróis que ocorrem naturalmente varia entre ~ 200–300 mg / dia, dependendo dos hábitos alimentares. Dietas experimentais vegetarianas especialmente elaboradas foram produzidas produzindo mais de 700 mg/dia.
A maioria os fitoesteróis que comumente ocorrem na dieta humana são β-sitosterol, campesterol e estigmasterol, que respondem por cerca de 65%, 30% e 3% do conteúdo da dieta, respectivamente  Os estanóis vegetais mais comuns na dieta humana são o sitostanol e o campestanol, que combinados compõem cerca de 5% do fitoesterol da dieta.
|                  | Colesterol | Brassicasterol | Campesterol | Stigmasterol | β-Sitosterol | ∆5-Avenasterol | ∆7-Avenasterol | ∆7-Stigmasterol |
| ---------------- | ---------- | -------------- | ----------- | ------------ | ------------ | -------------- | -------------- | --------------- |
| Óleo de coco     | 0.6 – 2    | 0 – 0.9        | 7 – 10      | 12 – 18      | 50 – 70      | 5 – 16         | 0.6 – 2        | 2 – 8           |
| Óleo de milho    | 0.2 – 0.6  | 0 – 0.2        | 18 – 24     | 4 – 8        | 55 – 67      | 4 – 8          | 1 – 3          | 1 – 4           |
| Óleo de algodão  | 0.7 – 2.3  | 0.1 – 0.9      | 7.2 – 8.4   | 1.2 – 1.8    | 80 – 90      | 1.9 – 3.8      | 1.4 – 3.3      | 0.7 – 1.4       |
| Azeite de oliva  | 0 – 0.5    |                | 2.3 – 3.6   | 0.6 – 2      | 75.6 – 90    | 3.1 – 14       |                | 0 – 4           |
| Óleo de palma    | 2.2 – 6.7  |                | 18.7 – 29.1 | 8.9 – 13.9   | 50.2 – 62.1  | 0 – 2.8        | 0 – 5.1        | 0.2 – 2.4       |
| Óleo de palmiste | 1 – 3.7    | 0 – 0.3        | 8.4 – 12.7  | 12.3 – 16.1  | 62.6 – 70.4  | 4 – 9          | 0 – 1.4        | 0 – 2.1         |
| Óleo de amendoim | 0.6 – 3.8  | 0 – 0.2        | 12 – 20     | 5 – 13       | 48 – 65      | 7 – 9          | 0 – 5          | 0 – 5           |
| Óleo de colza    | 0.4 – 2    | 5 – 13         | 18 – 39     | 0 – 0.7      | 45 – 58      | 0 – 6.6        | 0 – 0.8        | 0 – 5           |
| Óleo de soja     | 0.6 – 1.4  | 0 – 0.3        | 16 – 24     | 16 – 19      | 52 – 58      | 2 – 4          | 1 – 4.5        | 1.5 – 5         |
| Óleo de girassol | 0.2 – 1.3  | 0 – 0.2        | 7 – 13      | 8 – 11       | 56 – 63      | 2 – 7          | 7 – 13         | 3 – 6           |

## Diminuição do colesterol
A capacidade dos fitoesteróis de reduzir os níveis de colesterol foi demonstrada pela primeira vez em humanos em 1953.  De 1954 a 1982, os fitoesteróis foram posteriormente comercializados como produtos farmacêuticos sob o nome de Citelina como um tratamento para colesterol elevado.
Ao contrário das estatinas, onde foi comprovado que a redução do colesterol reduz o risco de doenças cardiovasculares (DCV) e mortalidade geral em circunstâncias bem definidas, a evidência tem sido inconsistente para alimentos enriquecidos com fitosterol ou suplementos para reduzir o risco de DCV, com duas revisões indicando nenhum ou efeito marginal, e outra revisão mostrando evidências do uso de fitoesteróis dietéticos para atingir um efeito de redução do colesterol.
A co-administração de estatinas com alimentos enriquecidos com fitoesteróis aumenta o efeito de redução do colesterol dos fitoesteróis, novamente sem qualquer prova de benefício clínico e com evidências anedóticas de potenciais efeitos adversos. As estatinas atuam reduzindo a síntese de colesterol por meio da inibição do enzima redutase HMG-CoA limitante de taxa. Os fitoesteróis reduzem os níveis de colesterol competindo com a absorção do colesterol no intestino por meio de um ou vários mecanismos possíveis, um efeito que complementa as estatinas. Os fitoesteróis reduzem ainda mais os níveis de colesterol em cerca de 9% a 17% em usuários de estatinas. O tipo ou a dose de estatina não parece afetar a eficácia dos fitoesteróis na redução do colesterol.
Por causa de suas propriedades de redução do colesterol, alguns fabricantes estão usando esteróis ou estanóis como aditivo alimentar.

## Funções em plantas
Os esteróis são essenciais para todos os eucariotos. Em contraste com as células animais e fúngicas, que contêm apenas um esterol principal, as células vegetais sintetizam uma série de misturas de esterol nas quais predominam o sitosterol e o estigmasterol. O sitosterol regula a fluidez e a permeabilidade da membrana de maneira semelhante ao colesterol nas membranas celulares dos mamíferos. Esteróis vegetais também podem modular a atividade de enzimas ligadas à membrana. Os fitoesteróis também estão ligados à adaptação das plantas à temperatura e à imunidade das plantas contra patógenos.